# Джеррі Дюпон
Жером Робер Дюпон (фр. Jérôme Robert Dupont, нар. 21 лютого 1962, Оттава) — канадський хокеїст, що грав на позиції захисника.
Згодом — хокейний тренер.

## Ігрова кар'єра
Професійну хокейну кар'єру розпочав 1981 року.
1980 року був обраний на драфті НХЛ під 15-м загальним номером командою «Чикаго Блекгокс».
Протягом професійної клубної ігрової кар'єри, що тривала 7 років, захищав кольори команд «Чикаго Блекгокс», «Торонто Мейпл-Ліфс» та деяких інших команд нижчих північноамериканських ліг.
Загалом провів 234 матчі в НХЛ, включаючи 20 ігор плей-оф Кубка Стенлі.